# Moniuszko-Straße 9

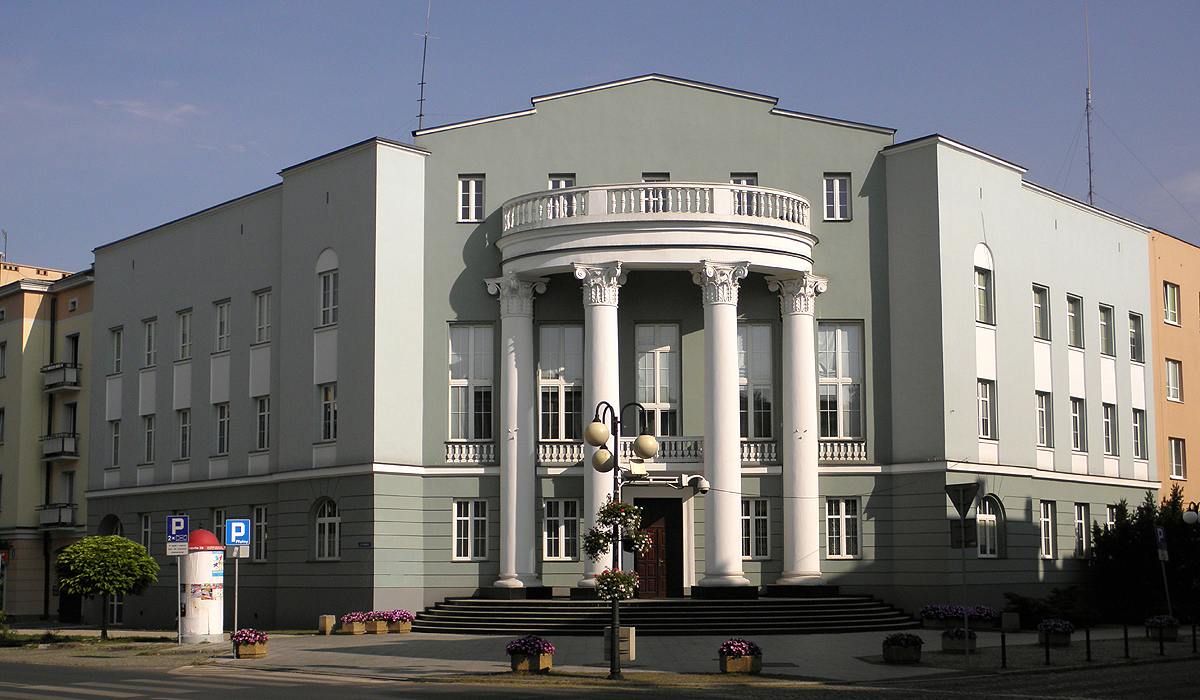
Gesamtansicht

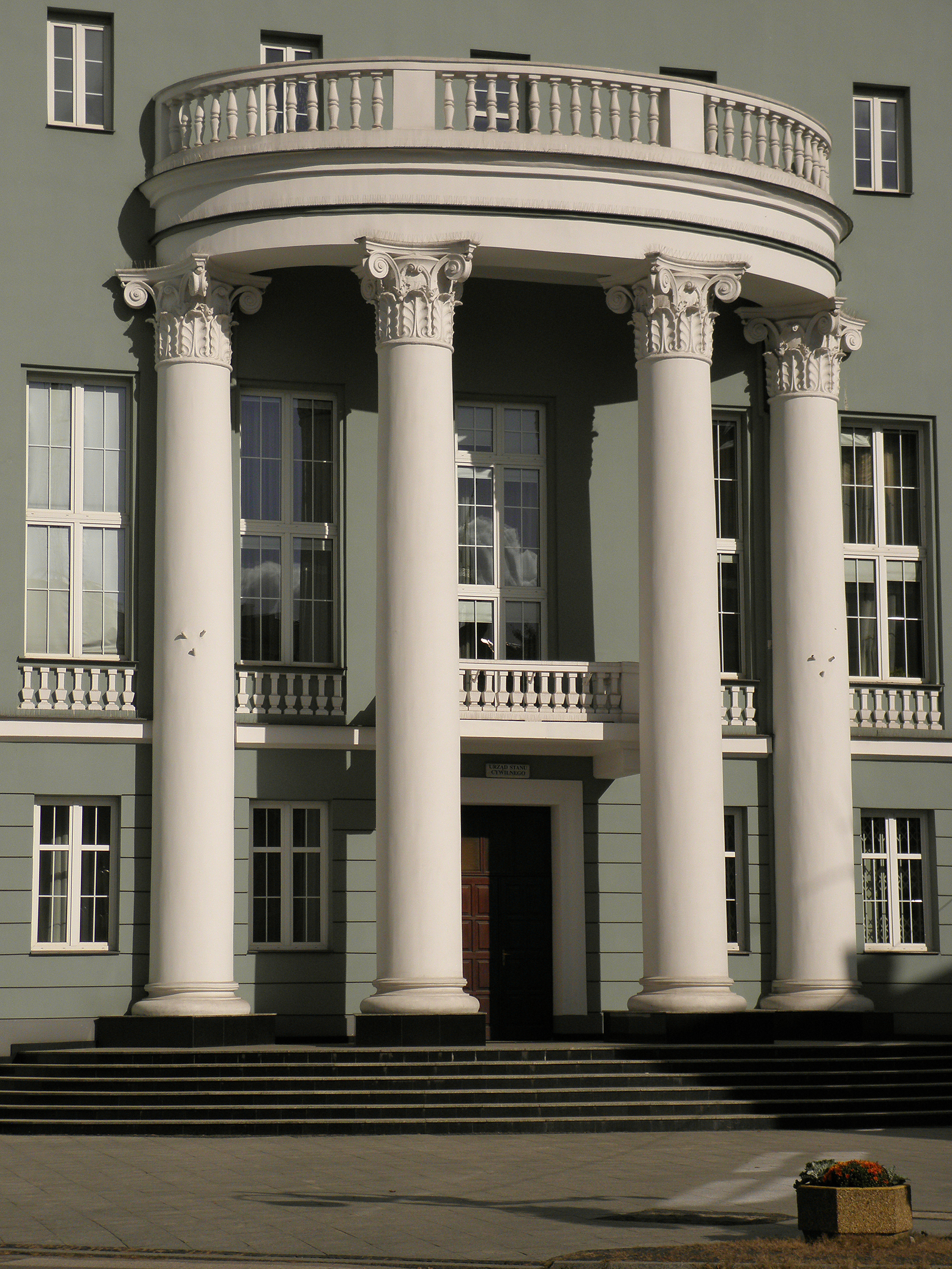
Eingangsportikus

Moniuszko-Straße 9 ist ein unter Denkmalschutz gestelltes Gebäude in Radom in der Woiwodschaft Masowien in Polen. Es wurde 1927 fertiggestellt und ist auch als Pałac Ślubów (deutsch Hochzeitspalast) bei der Bevölkerung bekannt.

## Lage
Das Bauwerk steht im Stadtzentrum an der Kreuzung der nach Stanisław Moniuszko und Henryk Sienkiewicz benannten Straßen.

## Geschichte
Das Gebäude wurde von 1925 bis 1927 als Verwaltungsgebäude von Powiat und Stadt nach einem Entwurf des Radomer Architekten Alfons Pinno (1891–1976) erbaut. In der Zeit nach dem Zweiten Weltkrieg diente es den Sicherheitsbehörden des Powiats als Sitz. Seit 1975 beherbergt es Standesamt und einige Abteilungen der Stadtverwaltung. Im großen Trausaal finden Sitzungen des Stadtrats statt.
Als eines „der bekanntesten“ und für seine Zeit charakteristisches Objekt wurde es im Juli 2011 unter Schutz gestellt. Die künstlerische und historische Bedeutung wurde dabei gewürdigt.

## Beschreibung
Das Bauwerk ist im Stil der klassischen Moderne ausgeführt und hat drei Fassaden. Ein Portikus mit vier klassizistischen Säulen prägt die Eingangsfront. Das ursprüngliche Treppenhaus mit einer gusseisernen Balustrade ist bis heute erhalten geblieben. 